# 1554 en philosophie
Chronologie de la philosophie
- 1550
- 1551
- 1552
- 1553
- 1554
- 1555
- 1556
- 1557
- 1558

L’année 1554 a été marquée, en philosophie, par les événements suivants :

## Publications
- Sebastián Fox Morcillo : 
  - De imitatione, seu de informandi styli ratione libri II, Amberes, 1554
  - De naturæ philosophia seu de Platonis et Aristotelis consensione libri quinque, 1554
  - In Platonis Timaeum commentarii, 1554
  - Ethices philosophiae compendium ex Platone, Aristotele aliisque optimos quibusque auctoribus collectum, 1554
  - De Philosophici studii ratione, Lovaina, 1554
  - De naturae philosophia seu de Platonis et Aristotelis consensione, libri V, Lovaina 1554